# Aschbach (Salza)
Der Aschbach ist ein linker Nebenfluss der Salza im österreichischen Bundesland Steiermark.

## Verlauf
Der Aschbach heißt in seinem Oberlauf auch Rotsohlbach. Er entspringt im Westen der Veitsch und fließt zuerst nach Nordwesten. Ab Wegscheid wendet er sich nach Norden und mündet in Gußwerk wieder in nordwestlicher Richtung in die Salza.
Sein Einzugsgebiet liegt in der Gemeinde Mariazell.
Der Aschbach trennt mit seinem Nebenbach Gollradbach die Hochschwabgruppe im Westen von den Mürzsteger Alpen im Osten.

## Nebenbäche
Das Einzugsgebiet des Aschbachs umfasst 114,23 Quadratkilometer. Die wichtigsten Nebenbäche sind:
| Name                | Mündungsseite | Mündungsort | Einzugsgebiet in km² |
| ------------------- | ------------- | ----------- | -------------------- |
| Rotsohlbach         | Oberlauf      |             | 012,36               |
| Bärental            | rechts        |             | 015,12               |
| Rinnergraben        | links         |             | 011,10               |
| Gleißenriegelgraben | rechts        |             | 02,62                |
| Sumpfgraben         | links         | Sommerauer  | 05,30                |
| Rabengraben         | links         | Kracher     | 01,29                |
| Niederalplgraben    | rechts        | Aschbach    | 05,85                |
| Schüttergraben      | links         |             | 01,41                |
| Gollradbach         | links         | Wegscheid   | 41,05                |
| Jagerbauergraben    | rechts        |             | 05,53                |
| Neumüllergraben     | links         |             | 01,90                |
| Kalkgrubergraben    | rechts        |             | 01,21                |
| Lieglergraben       | rechts        |             | 09,20                |
| Falbersbach         | rechts        | Eder        | 12,35                |

## Verkehr
Von der Mündung bachaufwärts verläuft die Mariazeller Straße B20. Bei Wegscheid folgt sie dem Gollradbach und führt über den Seebergsattel weiter nach Seewiesen und Kapfenberg. Bei Wegscheid zweigt die Landesstraße nach Aschbach und über das Niederalpl nach Mürzsteg und Mürzzuschlag ab.